# Krná
Krná (hongrois : Kiskorna) est un village de Slovaquie situé dans la région de Banská Bystrica.

## Histoire
La première mention écrite du village date de 1573.

## Démographie

### Évolution de la population
| Année:               | 1994. | 2004.    | 2014.    | 2024.   |
| -------------------- | ----- | -------- | -------- | ------- |
| Nombre de personnes: | 90    | 67       | 52       | 49      |
| Différence:          |       | -25,55 % | -22,38 % | -5,76 % |

| Année:               | 2023. | 2024. |
| -------------------- | ----- | ----- |
| Nombre de personnes: | 49    | 49    |
| Différence:          |       | +0 %  |